# Johann Friedrich Wizani

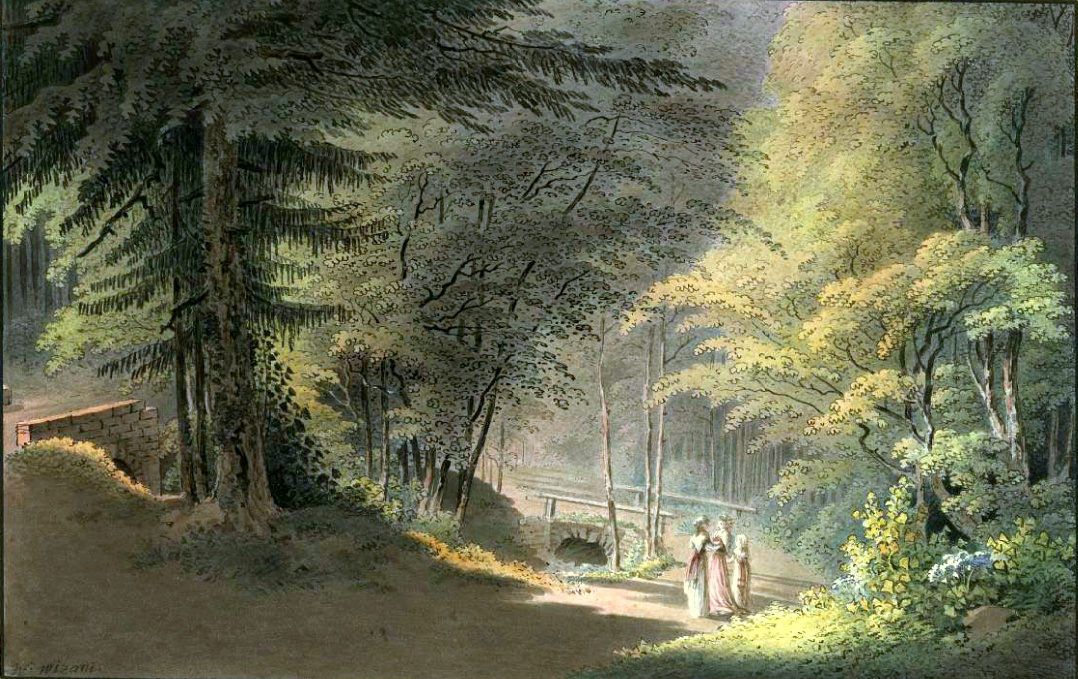
Friedrichsgrund

Johann Friedrich Wizani (auch Witzani, * 9. September 1770 in Dresden; † 13. September 1838 ebenda) war ein deutscher Landschaftsmaler, Miniaturmaler, Zeichner und Kupferstecher, jüngerer Bruder des Radierers Carl August Wizani (1767–1818).

## Leben
Wizani studierte ab 1787 an der Dresdner Akademie bei Adrian Zingg, in den 1790er Jahren bei Johann Philipp Veith.
Ab 1792 wurde er als freischaffender Künstler in Dresden tätig. Seine Werke in Ölmalerei und verschiedenen grafischen Techniken sowie Aquarell zeigen hauptsächlich Ansichten aus der Umgebung Dresdens.
Seit 1803 war er bei der Meißner Porzellanmanufaktur als Landschaftsmaler tätig, musste aber wegen fortschreitender Augenkrankheit seine Arbeit nach zwei Jahren aufgeben und nach Dresden zurückkehren.